# Scottish FA Cup 1984/85
Der Scottish FA Cup wurde 1984/85 zum 100. Mal ausgespielt. Der wichtigste schottische Fußball-Pokalwettbewerb, der vom Schottischen Fußballverband geleitet wurde, begann am 8. Dezember 1984 und endete mit dem Finale am 18. Mai 1985 im Hampden Park von Glasgow. Als Titelverteidiger startete der FC Aberdeen in den Wettbewerb, der sich im Finale des letzten Jahres gegen Celtic Glasgow durchgesetzt hatte. Im Endspiel der diesjährigen Pokal Austragung standen sich Celtic Glasgow und Dundee United gegenüber. Der Celtic FC gewann das Finale durch einen 2:1-Sieg und holte sich zum 27. Mal in der Vereinsgeschichte den Scottish FA Cup seit dem ersten Erfolg im Jahr 1892. United verlor im selben Jahr das Endspiel um den schottischen Ligapokal gegen die Glasgow Rangers. Durch den Pokalsieg nahm Celtic im folgenden Jahr am Europapokal der Pokalsieger teil und schied dort gegen den späteren Finalisten Atlético Madrid aus Spanien aus. 

## 1. Runde
Ausgetragen wurden die Begegnungen am 8. Dezember 1984. Das Wiederholungsspiel fand am 15. Dezember 1984 statt.
|                      | Ergebnis  |                       |
| -------------------- | --------- | --------------------- |
| Berwick Rangers      | 3:1       | Albion Rovers         |
| Dunfermline Athletic | 1:3       | FC East Stirlingshire |
| Queen of the South   | 2:1       | FC Arbroath           |
| FC Stenhousemuir     | 2:1       | FC Whitehill Welfare  |
| Stirling Albion      | * 20:0 *0 | FC Selkirk            |
| FC Stranraer         | 2:2       | Gala Fairydean Rovers |

### Wiederholungsspiel
|                       | Ergebnis |              |
| --------------------- | -------- | ------------ |
| Gala Fairydean Rovers | 0:1      | FC Stranraer |

## 2. Runde
Ausgetragen wurden die Begegnungen am 5. Januar 1985. Die Wiederholungsspiele fanden zwischen dem 12. und 21. Januar 1985 statt.
|                      | Ergebnis |                         |
| -------------------- | -------- | ----------------------- |
| Alloa Athletic       | 2:1      | FC East Stirlingshire   |
| Berwick Rangers      | 1:1      | FC Inverness Caledonian |
| FC Cowdenbeath       | 2:1      | Stirling Albion         |
| FC Inverness Thistle | 1:1      | FC Spartans             |
| FC Keith             | 2:0      | Brora Rangers           |
| Queen of the South   | 3:1      | FC Montrose             |
| FC Queen’s Park      | 0:0      | Raith Rovers            |
| FC Stranraer         | 0:0      | FC Stenhousemuir        |

### Wiederholungsspiele
|                         | Ergebnis  |                      |
| ----------------------- | --------- | -------------------- |
| FC Inverness Caledonian | 3:3 n. V. | Berwick Rangers      |
| Raith Rovers            | 1:0       | FC Queen’s Park      |
| FC Spartans             | 1:2       | FC Inverness Thistle |
| FC Stenhousemuir        | 0:2       | FC Stranraer         |

### 2. Wiederholungsspiel
|                 | Ergebnis |                         |
| --------------- | -------- | ----------------------- |
| Berwick Rangers | * 0:3 *  | FC Inverness Caledonian |

## 3. Runde
Ausgetragen wurden die Begegnungen zwischen dem 26. Januar 9. Februar 1985. Die Wiederholungsspiele fanden zwischen dem 29. Januar und 6. Februar 1985 statt.
|                      | Ergebnis |                         |
| -------------------- | -------- | ----------------------- |
| FC Aberdeen          | 5:0      | Alloa Athletic          |
| Airdrieonians FC     | 0:3      | FC Falkirk              |
| Ayr United           | 3:1      | FC Keith                |
| Brechin City         | 1:1      | FC East Fife            |
| FC Cowdenbeath       | 0:4      | FC St. Mirren           |
| Dundee United        | 3:0      | Hibernian Edinburgh     |
| Forfar Athletic      | 1:0      | FC Clydebank            |
| Hamilton Academical  | 1:2      | Celtic Glasgow          |
| Heart of Midlothian  | 6:0      | FC Inverness Caledonian |
| FC Inverness Thistle | 3:0      | FC Kilmarnock           |
| Meadowbank Thistle   | 4:2      | Partick Thistle         |
| Greenock Morton      | 3:3      | Glasgow Rangers         |
| FC Motherwell        | 4:0      | FC Dumbarton            |
| Raith Rovers         | 2:2      | FC Clyde                |
| FC St. Johnstone     | 1:1      | FC Dundee               |
| FC Stranraer         | 4:6      | Queen of the South      |

### Wiederholungsspiele
|                 | Ergebnis |                  |
| --------------- | -------- | ---------------- |
| FC Clyde        | 1:2      | Raith Rovers     |
| FC Dundee       | 2:1      | FC St. Johnstone |
| FC East Fife    | 0:4      | Brechin City     |
| Glasgow Rangers | 3:1      | Greenock Morton  |

## Achtelfinale
Ausgetragen wurden die Begegnungen zwischen dem 16. Januar und 20. Februar 1985. Das Wiederholungsspiel fand am 20. Februar 1985 statt.
|                    | Ergebnis |                      |
| ------------------ | -------- | -------------------- |
| Ayr United         | 0:1      | FC St. Mirren        |
| Brechin City       | 1:1      | Heart of Midlothian  |
| Celtic Glasgow     | 6:0      | FC Inverness Thistle |
| Forfar Athletic    | 2:1      | FC Falkirk           |
| Meadowbank Thistle | 0:2      | FC Motherwell        |
| Queen of the South | 0:3      | Dundee United        |
| Raith Rovers       | 1:2      | FC Aberdeen          |
| Glasgow Rangers    | 0:1      | FC Dundee            |

### Wiederholungsspiel
|                     | Ergebnis |              |
| ------------------- | -------- | ------------ |
| Heart of Midlothian | 1:0      | Brechin City |

## Viertelfinale
Ausgetragen wurden die Begegnungen am 9. März 1985. Die Wiederholungsspiele fanden am 13. März 1985 statt.
|                     | Ergebnis |                 |
| ------------------- | -------- | --------------- |
| FC Dundee           | 1:1      | Celtic Glasgow  |
| Heart of Midlothian | 1:1      | FC Aberdeen     |
| FC Motherwell       | 4:1      | Forfar Athletic |
| FC St. Mirren       | 1:4      | Dundee United   |

### Wiederholungsspiele
|                | Ergebnis |                     |
| -------------- | -------- | ------------------- |
| FC Aberdeen    | 1:0      | Heart of Midlothian |
| Celtic Glasgow | 2:1      | FC Dundee           |

## Halbfinale
Ausgetragen wurden die Begegnungen am 13. April 1985. Die Wiederholungsspiele fanden am 17. April 1985 statt.
|               | Ergebnis  |                |
| ------------- | --------- | -------------- |
| Dundee United | * 0:0 *   | FC Aberdeen    |
| FC Motherwell | ** 1:1 ** | Celtic Glasgow |

### Wiederholungsspiele
|               | Ergebnis  |                |
| ------------- | --------- | -------------- |
| Dundee United | * 2:1 *   | FC Aberdeen    |
| FC Motherwell | ** 0:3 ** | Celtic Glasgow |

## Finale
| Celtic Glasgow                         | Celtic Glasgow | Dundee United | Dundee United |
| -------------------------------------- | --- | --- | ------------- |
| Celtic Glasgow                         | \| Finale \| \| 18. Mai 1985 in Glasgow (Hampden Park) \| \| Ergebnis: 2:1 (0:0) \| \| Zuschauer: 62.346 \| \| Schiedsrichter: Brian McGinlay \| \| Spielbericht \|                                                     | \| Finale \| \| 18. Mai 1985 in Glasgow (Hampden Park) \| \| Ergebnis: 2:1 (0:0) \| \| Zuschauer: 62.346 \| \| Schiedsrichter: Brian McGinlay \| \| Spielbericht \|                                         | Dundee United |
| Celtic Glasgow                         | Pat Bonner – Willie McStay, Danny McGrain, Roy Aitken, Tom McAdam – Murdo MacLeod, David Provan, Paul McStay (75. Pierce O’Leary), Tommy Burns (65. Brian McClair) – Frank McGarvey, Mo Johnston Cheftrainer: David Hay | Hamish McAlpine – Maurice Malpas, Stuart Beedie (78. John Holt), Richard Gough, Paul Hegarty, David Narey – Eamonn Bannon, Ralph Milne, Billy Kirkwood – Paul Sturrock, Davie Dodds Cheftrainer: Jim McLean | Dundee United |
| Celtic Glasgow                         | 1:1 David Provan (76.) 2:1 Frank McGarvey (84.) | 0:1 Stuart Beedie (54.) | Dundee United |
| Celtic Glasgow                         | Paul McStay (73.), Danny McGrain (85.) | Billy Kirkwood (39.) | Dundee United |
| Finale                                 | | |               |
| 18. Mai 1985 in Glasgow (Hampden Park) | | |               |
| Ergebnis: 2:1 (0:0)                    | | |               |
| Zuschauer: 62.346                      | | |               |
| Schiedsrichter: Brian McGinlay         | | |               |
| Spielbericht                           | | |               |